# Doom 3: Resurrection of Evil
A Doom 3: Resurrection of Evil egy videójáték, amely a Doom 3 kiegészítő csomagja és egyben a Doom-sorozat egyik része. 2005. április 3-án adták ki Windows-ra, május 25-én Linux-ra és október 5-én Xbox-ra.
A többjátékos módja maximum nyolc személyt támogat, az egyjátékos módja pedig húsz új pályát tartalmaz, nyolc új szörnnyel, három új fegyverrel (az egyik ezek közül a dupla csövű vadászpuska, amely a Doom II-ből való), továbbá négy új többjátékos pályával.

## Történet
A játék történetét és a párbeszédeket Matthew J. Costello írta.
|  | Alább a cselekmény részletei következnek! |

A játék 2147-ben játszódik, két évvel a Doom 3 történései után. A Union Aerospace Corporation (UAC) radarjai egy jelet fognak be a Mars műholdjairól, s kiküldenek egy csapatot a jel kivizsgálására. A vizsgálat során megtalálják a Hellstone nevű ősi fegyvert. A játékos Dr. Elizabeth McNeil-nek dolgozik, akit eddig még nem láthattunk a Doom 3-ban. Ő volt az az informátor, aki értesítette Elliot Swann-t és Jack Campbell-t Malcolm Betruger rejtélyes tevékenységeiről az előző részben.
Miután a tengerészgyalogos átverekedte magát a komplexumon keresztül, összetalálkozik McNeil-lel a Phobos Laboratóriumokban, aki elmondja neki, hogy csak úgy tudja elpusztítani a Hellstone-t, ha visszamegy oda ahonnan az származik, vagyis a pokolba. A tengerészgyalogos lekapcsolja a bázis áramellátását, hogy használhassa azt az egyetlen teleportkaput a Delta Laboratóriumokban, amely visszajuttatja őt a már említett helyre.
A játékos megérkezik a pokolba, majd nagy harcok árán végül rátalál Betruger-re, akit közben elátkoztak. A főhős harcba száll vele, aki végül megsebzi őt, ám még mielőtt Betruger megenné, lenyomja a tengerészgyalogos a Hellstone-t a torkán, s ezzel megöli Betruger-t. A játék fényes fehér fénnyel és McNeil szavaival végződik:
Isten hozott otthon, Tengerészgyalogos.
|  | Itt a vége a cselekmény részletezésének! |

## Újdonságok

### Fegyverek
A játék három új fegyverrel gazdagodott a Doom 3-hoz képest:
1. Double-barreled shotgun (dupla csövű vadászpuska)
2. Grabber Gun (gravitációs fegyver)
3. The Artifact (Hellstone)

Az első fegyver először a Doom II-ben jelent meg és a Resurrection of Evil-ben is ugyanúgy funkciónál, mint a sorozat második részében, kivéve azt, hogy amikor a játékos elsüti a fegyvert, akkor két golyó repül ki egyszerre a fegyverből, ezáltal jóval hatásosabb a fegyver. A fegyvernek csak egy negatívuma van, mégpedig az, hogy minden egyes lövéskor újra kell tölteni, viszont teljesen hasonlít a Doom II-ben lévőhöz.
A második fegyvert eredetileg a Doom 3-hoz fejlesztették ki „The Grabber” néven, ám mivel abba nem került bele, ezért a kiegészítőbe kapott helyet. Hasonlít a Half-Life 2-ben használatos gravitációs fegyverhez, amely szintén egy fizika-alapú fegyver és segítségével a játékos elmozdíthatja a tárgyakat a helyükről, továbbá elkaphatja és visszalőheti az ellenségnek az általuk kibocsátott lövedékeket. Néhányan kifogásolták a Resurrection of Evil-t a Grabber Gun miatt, mivel az eléggé hasonlít a Half-Life 2 népszerű gravitációs fegyverére. A fejlesztők erre azt válaszolták, hogy eredetileg a Doom 3-ba szerették volna betenni a fegyvert, vagyis előbb lett kész, mint a Half-Life 2-ben szereplő fegyver és arra használták volna fel, hogy romos szobákat készítsenek vele ahelyett, hogy felépítsenek szobákat. Volt is egy olyan elképzelésük, hogy a játékosnak egy ősi szobát kellene szétzúznia a Grabber segítségével. Egyetlen különbség van a két fegyver között, mégpedig az, hogy a Grabber-nek limitálták a használati idejét, vagyis csak pár másodpercig tudja megtartani a levegőben az adott tárgyat. Mivel az eldobott tárgy szétroncsolódik mikor a Grabber-rel eldobjuk azt, ezért a játékos látása elhomályosodik egy kis időre.

#### Hellstone
A harmadik fegyver a Hellstone, amely egyben egy nemlétező ereklye és fegyver, s egy emberi szívvel ellátott mechanikus szívre hasonlít, amit hozzáerősíttek az oldalához.
Nem sok információ van a történetéről. A Doom 3-ban lévő ereklyét, a Soul Cube-ot (magyarul „Lélekkocka”) egy ősi marsi civilizáció készítette, hogy legyőzze a pokol seregeit. A Hellstone-t viszont a pokolban készítették, amely a gazdáját vértezi fel különböző erőkkel. Mindkét ereklyét élő lelkek tartják életben. Mindazonáltal, a Soul Cube arra használja azokat a lelkeket, amiket készségesen feláldoztak érte, hogy éltessék vele, addig a Hellstone úgy tűnik nem igazán kedveli a lelkek beeresztését magába. Megfigyelhető, hogy amikor a Hellstone elfog egy lelket, akkor a kérdéses lélek szemmel láthatóan kínban van eljárása során. Úgy tűnik, hogy a Hellstone egy kiskapu, amelyet a pokol erői hoztak létre a Doom 3 eseményei közben, hogy a Soul Cube által létrehozott akadályokat kikerülhessék vele. Azáltal, hogy megérintették a Hellstone-t, a pokol erőinek volt egy másik módjuk, hogy lerohanják a halandó birodalmat.
Hasonlóan kell használni a Hellstone-t, mint a Soul Cube-ot és mindkét ereklye a használójának keze felett lebeg pár centiméterrel. Attól függetlenül, hogy a Hellstone-t azért hozták létre, hogy a pokol seregeinek segítsen, ugyanúgy hatással van a démonokra is. A játékos a fegyver segítségével egy kis időre akár sérthetetlen válik a démonok ellen, de le is lassíthatja vele az időt, vagy akár erősebbé teheti a sebzését. Viszont a játékos nem tudja kiválasztani, hogy melyiket használja, mivel mind a három erő egyszerre aktivizálódik. Ahhoz, hogy a játékos visszaszerezhesse a Hellstone képességeit, meg kell ölnie a három Hell Hunter-t, vagyis a három főellenséget: Helltime Hunter, Berserk Hunter és Invulnerability Hunter.

### Ellenségek
A kiegészítő összesen nyolc új szörnyet tartalmaz, beleértve a négy új főellenséget is:
- Bio-Suit Zombie
- Bruiser
- Maledict (legvégső főellenség)
- Vulgar
- Forgotten One
- Hell Hunter (a három főellenség együttes neve)
  - Helltime Hunter
  - Berserk Hunter
  - Invulnerability Hunter

Néhány ellenség hasonlít a Doom 3-ban szereplőkhöz, mint például a Forgotten One, aki a Lost Soul-ra hasonlít, a Vulgar, aki a Doom 3-as Imp-re és akinek a modellje eredetileg a Doom 3-as Arch-Vile modellje volt. A harmadik ellenség a Bruiser, akinek méretei a Hell Knight-éra hasonlít és egy monitor van az álla alá szerelve, amelyen különböző képek jelennek meg: ha például a szörny meglátja a játékost, akkor a kijelzőn egy szem jelenik meg.

## Pályák
1. Erebus – 1. pálya: Main Excavation
2. Erebus – 2. pálya: Erebus Dig Site
3. Erebus – 3. pálya: Erebus Labs
4. Erebus – 4. pálya: Erebus Control
5. Erebus – 5. pálya: Erebus Research
6. Erebus – 6. pálya: Erebus Station
7. Phobos Laboratóriumok – 1. szektor: Teleportation
8. Phobos Laboratóriumok – 2. szektor: Molecular Research
9. Phobos Laboratóriumok – 3. szektor: Main Reactor
10. Phobos Laboratóriumok – Visszatérés: Teleportation
11. Delta Laboratóriumok – Ismeretlen: Union Aerospace Research Division
12. Pokol[4]